# Test di Conconi

Esempio della misurazione della soglia anaerobica con il test Conconi

Il test di Conconi, che prende il nome dal medico che lo ha ideato nel 1982, Francesco Conconi, è un test di medicina sportiva che mira a misurare la soglia anaerobica di uno sportivo. Queste soglie sono misurate in termini di frequenza cardiaca.
Il test misura le variazioni di frequenza cardiaca al variare del carico di lavoro. Tipicamente viene misurata in laboratorio (su tapis roulant) o in pista. Lo sportivo deve fare uno sforzo di intensità crescente e vengono rilevati i valori di velocità e di frequenza cardiaca. Tutti i punti vengono poi messi su un grafico.
Se il test viene eseguito correttamente, il grafico mostrerà un punto in cui la pendenza cambia bruscamente che indicherà, con una certa precisione, la soglia anaerobica. Infatti la frequenza cardiaca cresce in modo lineare fino ad un certo punto, oltre il quale cambia inclinazione. Il test può continuare fino alla rilevazione della soglia anaerobica.
Nonostante la sua larga diffusione e l'approvazione da una buona parte del mondo scientifico sportivo, alcuni studi, soprattutto degli anni novanta, hanno messo in dubbio l'attendibilità del test di Conconi nell'individuare la soglia anaerobica.

## Metodo
Il metodo per misurare la soglia anaerobica con il test di Conconi prende in considerazione il rapporto tra due parametri:
- Frequenza cardiaca (FC)
- Velocità (V) o Potenza (Watt)

In relazione a questi ultimi due, V viene applicata nei casi in cui il test venga effettuato sul suolo o su tappeto mobile, mentre la potenza, espressa in watt, viene applicata se il test viene affettuato su un cicloergometro. Di norma viene eseguito in laboratorio su cicloergometro o tapis roulant (treadmill), ma è possibile stabilirlo anche in bici, corsa su pista, asfalto o velodromo, al riparo dal vento. Per l'esecuzione è necessario monitorare la frequenza cardiaca con cardiofrequenzimetro.
Prima di effettuare il test è necessario eseguire il riscaldamento:
- per gli atleti allenati questo potrà durare all'incirca 30 minuti, al termine dei quali seguono delle brevi variazioni di velocità prossime alla massima velocità;
- per soggetti non allenati questo può durare anche 5 o 10 minuti senza toccare la velocità massimale;

Partendo da una velocità o una potenza stabilita, la si incrementa a intervalli regolari fino a raggiungere lo sforzo massimale facendo uno sprint.
Per rendere attendibili i dati segnati sul grafico, bisognerà tracciare almeno una decina di coppie di valori, scegliendo una velocità di partenza e di incremento adatte allo stato di forma del soggetto. Dopo il riscaldamento, stabilita la velocità di partenza e gli incrementi di velocità, si procede con l'esecuzione del test e la registrazione delle coppie di valori dal rapporto tra FC/V o FC/watt.

Bici:
- Atleti allenati: velocità di partenza di 30 km/h e un incremento di 2 km/h ogni 250 metri.
- Atleti non allenati: velocità di partenza di 25 km/h e un incremento di 1 km/h ogni 250 metri.

Cicloergometro:
- Atleti allenati: potenza di partenza di 130 watt e un incremento di 20 watt ogni 30 secondi.
- Atleti non allenati: potenza di partenza di 100 watt e un incremento di 15 watt ogni 30 secondi.

Corsa a piedi o Treadmill:
- Atleti allenati: velocità di partenza di 6–7 km/h e un incremento di 1 km/h ogni 30 secondi.
- Atleti non allenati: velocità di partenza di 4–5 km/h e un incremento di 0,5 km/h ogni 30 secondi.